# 胎位
胎位（たいい）とは、子宮腔内における胎児の位置関係をいう。通常、分娩の時期が近づく頃には、頭位（後述）の状態をとっている。

## 胎位の種類
胎位は、胎児長軸（頭と尻・足を結ぶライン）と子宮縦軸との方向関係で示される。

### 縦位
胎児長軸と子宮縦軸の方向が一致するものをいう。

#### 頭位
胎児の頭が下を向き、子宮口のそばに位置した状態。分娩時には、そのまま頭から産道を進む。頭位は、さらに次のように細分できる。
- 頭蓋位

いわゆる「頭」の部分から子宮口に接している。後頭部が接する後頭位、頭頂部が接する頭頂位、前頭部が接する前頭位がある。このうち、顎を引いて胸元に顔を埋ずめ丸まった状態の後頭位は、産道を通過する児頭周囲径が最小となり、「屈位」あるいは「正常胎位」とも呼ばれる標準的な姿勢である。
- 額位

おでこの部分から子宮口に接しており、顎が上がった状態。児頭周囲径が最大となるため一般に経腟分娩は不可能であるが、最後まで額位でいることは稀であり、分娩の進行に伴って頭蓋位あるいは顔位へ移行する。
- 顔位

顔の部分から子宮口に接しており、さらに顎が反り上がって頭上を見上げるような首の角度になっている。
胎児の頭部が胸壁を離れ背筋が伸展した頭頂位、前頭位、額位、顔位をまとめて「反屈位」とも呼ぶ。これらは、分娩の際に児頭の回旋がスムーズに行きにくく、難産の原因になる場合がある。

#### 骨盤位
胎児の尻や足が下を向き、子宮口のそばに位置した状態。いわゆる逆子であり、分娩に困難を伴う。骨盤位の種類によって、経膣分娩が可能なものと、帝王切開の処置で取り出さなければ危険が大きいものとがある。
- 単臀位
- 複臀位
- 全足位
- 不全足位
- 全膝位
- 不全膝位

### 横位
胎児長軸と子宮縦軸の方向が交差するものをいう。

#### 横位（狭義）
胎児長軸と子宮縦軸の方向が垂直に交差し、胎児が横長に寝た状態で、背中が子宮口に接している。胎児の体が骨盤に引っ掛かって出てこられず、出産時には帝王切開が必要である。

#### 斜位
胎児長軸と子宮縦軸の方向が斜めに交差している。斜めの度合いによっては、陣痛の進行とともに縦位になっていく場合もあるが、引っ掛かって横位のように帝王切開が必要な場合も多い。
- 背前位

児背が前方に向かっている。
- 背後位

児背が後方に向かっている。

## 胎位の分布
全体の99.8％が縦位で、横位・斜位は約0.2％ほど。縦位のうち約95％が頭位で、骨盤位が約5％を占める。